# Équation de Klopman-Salem
Pour les articles homonymes, voir Klopman et Salem.
Dans le cadre de l'étude de la réactivité chimique, l'équation de Klopman-Salem décrit la variation énergétique qui se produit lorsque deux espèces se rapprochent au cours d'une réaction et commencent à interagir. Les orbitales moléculaires associées commencent alors à se chevaucher et les atomes, qui possèdent en particulier des charges partielles subissent des forces électrostatiques attractives ou répulsives. 
Cette relation a été étudiée pour la première fois de manière indépendante par Gilles Klopman et Lionel Salem en 1968. Elle fournit une base mathématique pour l'une des hypothèses fondamentales de la méthode des orbitales frontières (c'est-à-dire la limitation aux interactions entre orbitales plus hautes occupées et plus basses vacantes) et de la théorie des acides durs et mous (HSAB). Conceptuellement, cette relation met en évidence l'importance de considérer à la fois les interactions stériques, les interactions électrostatiques et les interactions orbitales (et de peser la signification relative de chacune) lors de la rationalisation de la sélectivité ou de la réactivité d'une transformation chimique. 

## Formulation et interprétation
Dans sa forme actuelle, l'équation de Klopman-Salem est souvent écrite 
 {\displaystyle \Delta E={\Big (}-\sum _{a,b}(q_{a}+q_{b})\beta _{ab}S_{ab}{\Big )}+{\Big (}\sum _{k<\ell }{\frac {Q_{k}Q_{\ell }}{\varepsilon R_{k\ell }}}{\Big )}+{\Big (}\sum _{r}^{\mathrm {occ.} }\sum _{s}^{\mathrm {non~occ.} }-\sum _{s}^{\mathrm {occ.} }\sum _{r}^{\mathrm {non~occ.} }{\frac {2(\sum _{a,b}c_{ra}c_{sb}\beta _{ab})^{2}}{E_{r}-E_{s}}}{\Big )}} , 
 où : 
 {\displaystyle q_{a}} est la population électronique de l'orbitale atomique a, 
 {\displaystyle \beta _{ab}}, {\displaystyle S_{ab}} sont les intégrales de résonance et de recouvrement décrivant l'interaction entre les orbitales atomiques a et b, 
 {\displaystyle Q_{k}} est la charge totale sur l'atome k, 
 {\displaystyle \varepsilon } est la constante diélectrique locale, 
 {\displaystyle R_{k\ell }} est la distance entre les noyaux des atomes k et l, 
 {\displaystyle c_{ra}} est le coefficient de l'orbitale atomique a dans l'orbitale moléculaire r, 
 et {\displaystyle E_{r}} est l'énergie de l'orbitale moléculaire r. 
 De manière qualitative, le premier terme décrit la répulsion entre couches fermées des deux réactifs par le biais d'interactions à quatre électrons remplis, (on peut considérer qu'il s'agit d'effets stériques). Le second terme décrit l'attraction ou la répulsion coulombiennee entre les atomes des réactifs (contribution ionique, effets électrostatiques). Le troisième terme reflète les interactions entre les orbitales moléculaires occupées et inoccupées des réactifs (interactions à deux électrons, effets stéréoélectroniques). 
L'équation de Klopman-Salem est conceptuellement utile en ce qu'elle permet une compréhension des phénomènes mis en jeu, mais elle sert rarement de base à l'analyse énergétique dans les calculs chimiques quantiques modernes. 
En raison de la différence entre énergies d'orbitales moléculaires apparaissant dans le dénominateur du troisième terme, les orbitales énergétiquement proches apportent la contribution la plus importante. Par conséquent, cela justifie l'approximation généralement faite en réactivité chimique qui consiste à ne prendre en compte que les orbitales moléculaires occupées les plus hautes et les plus basses des réactifs (l'interaction HO-BV dans la méthode des orbitales frontières). Les contributions relatives des deuxième (ionique) et troisième (covalent) termes jouent un rôle important pour justifier la théorie HSAB, avec des interactions entre composés (ou sites) durs régies par le terme ionique et des interactions entre composés (ou sites) mous régies par le terme covalent.